# Herbst-Blaustern
Der Herbst-Blaustern (Scilla autumnalis L., Syn.: Prospero autumnale (L.) Speta) ist eine Pflanzenart aus der Gattung der Blausterne (Scilla) in der Familie der Spargelgewächse (Asparagaceae).

## Merkmale
Der Herbst-Blaustern ist eine herbst-frühjahrsgrüne, ausdauernde, krautige Pflanze, die Wuchshöhen von 10 bis 15 (selten 40) Zentimeter erreicht. Dieser Geophyt bildet Zwiebeln als Überdauerungsorgane aus. Die fünf bis zwölf Laubblätter sind meist 6 bis 9 (2 bis 18) Zentimeter lang und 0,1 bis 0,2 Zentimeter breit und stumpf. Sie entwickeln sich erst nach dem runden Stängel. 
Der Blütenstand ist sechs- bis 25-blütig und entspringt neben der Rosette. Deckblätter fehlen. Die zwittrigen Blüten sind dreizählig. Die gleichgestaltigen Blütenhüllblätter sind 4 bis 5 Millimeter lang und rosa bis lila gefärbt, mit grünbraunen Nerven.
Die Blütezeit reicht von August bis September.
Die Chromosomenzahl beträgt 2n = 14, 28 oder 42.

## Vorkommen
Das Verbreitungsgebiet des Herbst-Blausterns umfasst das Mittelmeergebiet, den Kaukasus, die Krim, Vorderasien, Westeuropa und den südlichen Teil Großbritanniens. Hier ist diese Pflanzenart auf trockenen, steinigen Hügeln, in Gebüschen und in Grashängen zu finden. Sie ist eine Charakterart der Klasse Sedo-Scleranthetea, kommt aber auch in Gesellschaften des Verbands Xerobromion vor.

## Kultur
Diese Art wird selten als Zierpflanze in Heide- und Naturgärten genutzt.